# Paolo Gerolamo Brusco
Paolo Gerolamo Brusco o Girolamo Brusco ( Savona, 8 de junio de 1742 – Noli, 30 de marzo de 1820) fue un prolífico pintor italiano activo en Liguria .  También fue apodado Bruschetto. 

## Biografía
Nacido en Savona, su padre y uno de sus hermanos trabajaron en la pintura local de mayólica. Otro hermano, Giacomo, era ingeniero civil. De joven viajó a Roma y fue influenciado por el estilo neoclásico de Anton Raphael Mengs, y pudo haberse formado con Pompeo Batoni

## Trabajos
- San Vicente de Paul en la primera capilla a la derecha de la iglesia de San Andrés Apóstol (Savona).
- Estuco y frescos para la iglesia de San Pietro (Savona).
- Misterios del Rosario: Lienzos para la Iglesia de San Bernardo de Italia.
- Frescos en el presbiterio de la Iglesia de San Lorenzo de Cairo Montenotte.
- Fresco (1810) de San Martín para la Iglesia de San Martín de Italia .
- Frescos para la iglesia de la Santísima Trinidad en Sassello .
- Frescos para la Iglesia de San Miguel en Celle Ligure .
- Lienzos y frescos para la iglesia de San Nicolás en Albisola Superiore .
- Telas para la iglesia de San Giovanni Battista de Savona.
- Frescos para el Santuario de Nostra Signora delle Grazie al Molo en Génova.
- Madonna di Misericordia para el Oratorio de Nostra Signora di Castello en Savona.